# Cat's Eye (singolo)
Cat's Eye è un brano musicale J-pop scritto da Miura Yoshiko e Oda Yuichiro, ed interpretato dalla cantante giapponese Anri. Il brano è stato pubblicato come singolo il 5 agosto 1983 ed incluso nell'album di Anri Timely!!. Il brano è stato utilizzato come prima sigla d'apertura dell'anime Occhi di gatto, ed è passato alla storia come primo pezzo j-pop ad essere utilizzato come sigla di un anime. Il lato B del singolo Dancing with the sunshine è invece la sigla di chiusura dello stesso anime. Il singolo arrivò alla vetta della classifica Oricon dei singoli più venduti in Giappone.
Negli anni il brano è stato oggetto di cover da parte di numerosi interpreti, fra cui Chiyo, Kita Shuhei, il gruppo musicale MAX, Chiaki Kuriyama e Jeanette Christensen. Nel 1997, in occasione dell'uscita del film cinematografico Cat's Eye, Anri ha pubblicato una nuova versione del brano intitolata CAT'S EYE -2000-. Pubblicato il 21 agosto 1997 il singolo, trentacinquesimo nella carriera della cantante, è arrivato sino alla posizione numero quarantasette ed è rimasto in classifica per cinque settimane.

## Tracce
Cat's Eye 7K-114
1. CAT'S EYE
2. Dancing with the sunshine

CAT'S EYE -2000- FLDF-1636
1. CAT'S EYE -2000-
2. Kiss (キス)
3. CAT'S EYE -2000- (Instrumental)

## Classifiche
| Classifica (1983) | Posizione massima |
| ----------------- | ----------------- |
| Giappone (Oricon) | 1                 |
| Classifica (1997) | Posizione massima |
| Giappone (Oricon) | 47                |